# Jan Budař (kněz)

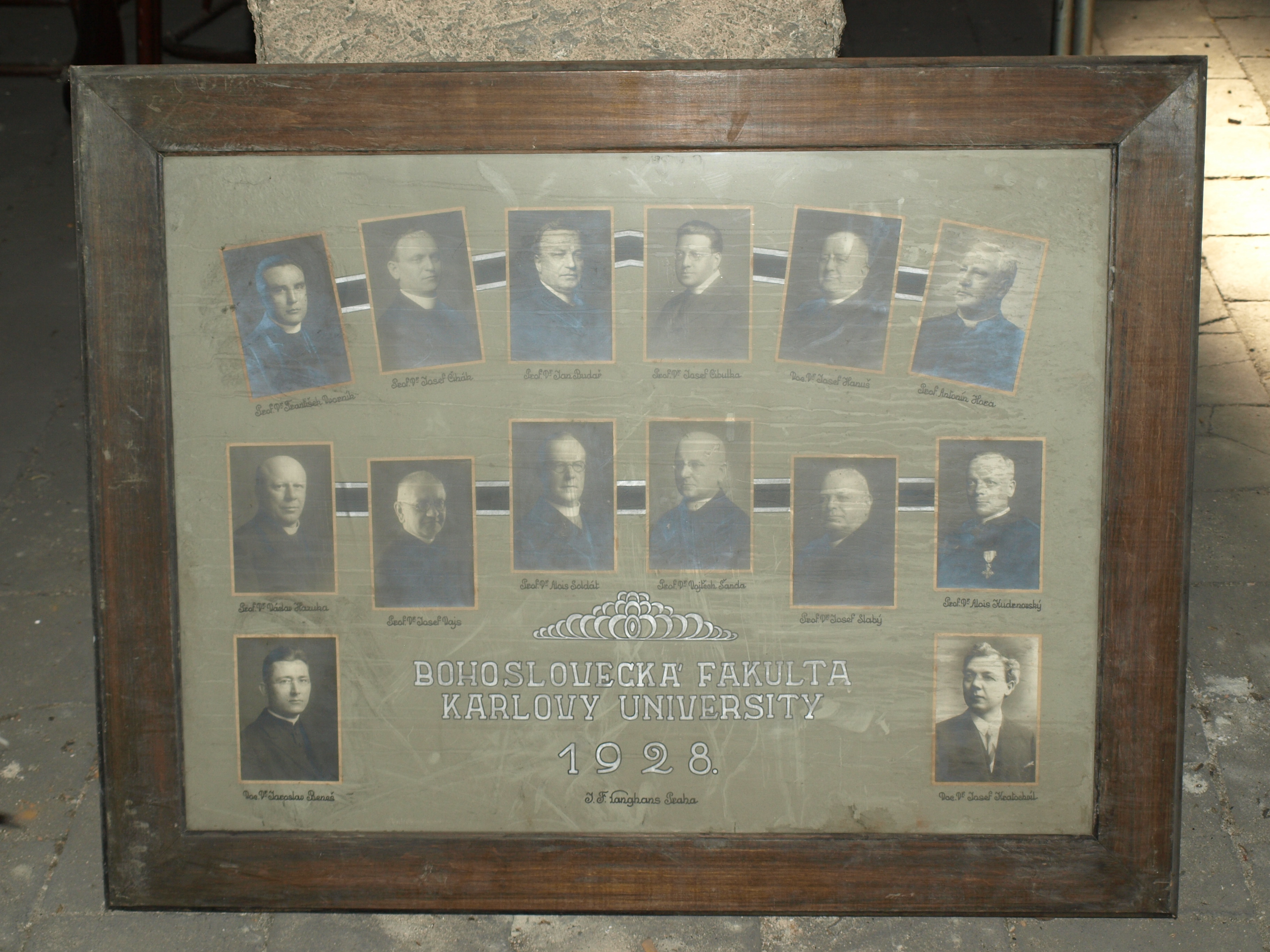
Jan Budař na tablu vyučujících bohoslovecké fakulty Karlovy univerzity v roce 1928. Jeho univerzitními kolegy byli: František Dvorník, Josef Čihák, Josef Cibulka, Josef Hanuš, Antonín Hora, Václav Hazuka, Josef Vajs, Alois Soldát, Vojtěch Šanda, Josef Slabý, Alois Kudrnovský, Jaroslav Beneš a Josef Kratochvil.

Jan Křtitel Budař (23. června 1867 Stará Vožice – 17. srpna 1948 Praha) byl český římskokatolický duchovní, biblista. Působil v kněžském semináři v Českých Budějovicích a později na Katolické teologické fakultě Univerzity Karlovy v Praze.

## Život
Jan Křtitel Budař se narodil v jihočeské Staré Vožici do rodiny sedláka Vojtěcha Budaře a Petronily, rozené Kazdové. Jako seminaristu jej českobudějovický biskup (pro jeho mimořádné nadání) poslal na teologická studia do Říma. V Římě byl Budař také vysvěcen na kněze. Po návratu do Čech nebyl poslán do běžné farní pastorace, ale byl ustanoven jako katecheta v Klatovech, které tehdy byly součástí českobudějovické diecéze. V roce 1901 pak byl povolán do Českých Budějovic, kde bohoslovcům místního kněžského semináře přednášel biblistiku. V roce 1913 uskutečnil studijní pobyt v Egyptě a Palestině. Během této doby také pokračoval ve svém dalším vzdělávání – navštěvoval přednášky na Jeruzalémské biblické škole, vedené řádem dominikánů. Na jaře roku 1914 se vrátil do Čech. Pokračoval v přednáškách pro českobudějovické bohoslovce. Připravil rovněž k vydání své vědecké práce. Jejich publikaci však znemožnila první světová válka.
Od roku 1923 přednášel biblistiku na Katolické teologické fakultě v Praze. Opět se snažil o publikaci svých vědeckých prací. Tentokráte však jejich vydání znemožnila jeho oční choroba. Zemřel 17. srpna 1948 v Praze a byl pohřben na Krčském (tehdejším Nuselském) hřbitově.

## Dílo
- O pobytu svatého Petra v Římě (zůstalo v rukopise)
- Chiliastický výklad Zjevení sv. Jana (zůstalo v rukopise)